# Never Too Much (album)
Never Too Much è il primo album in studio del cantautore statunitense Luther Vandross, pubblicato nel 1981.

## Tracce
Tutte le tracce sono state scritte da Luther Vandross; eccetto A House Is Not a Home, scritta da Burt Bacharach e Hal David.

1. Never Too Much – 3:50
2. Sugar and Spice (I Found Me a Girl) – 4:57
3. Don't You Know That? – 4:01
4. I've Been Working – 6:35
5. She's a Super Lady – 5:04
6. You Stopped Loving Me – 5:16
7. A House Is Not a Home (Dionne Warwick cover) – 7:07